# Соколо
Соколо (фр. Sokolo) — город на северо-западе центральной части Мали, в области Сегу.

## География
Расположен в 56 км к северу от города Нионо, на высоте 266 м над уровнем моря. Коммуна Соколо имеет площадь 2219 км² и включает кроме города Соколо ещё 17 деревень.

## Население
По данным на 2013 год численность населения города составляла 5759 человек. Население коммуны по данным на 2009 год составляет 23 338 человек.
Динамика численности населения города по годам:
| 1988 | 2013 |
| ---- | ---- |
| 3200 | 5759 |